# 비만세
비만세(fat tax)는 살찌는, 즉 건강에 좋지 않은 식품에 부과되는 세금 또는 추가 요금이다. 비만세는 건강에 해로운 식단을 억제하고 비만으로 인한 경제적 비용을 상쇄하는 것을 목표로 한다.
비만세는 비만과 관련된 식품의 소비를 줄이는 것을 목표로 한다. 관련된 아이디어는 관상 동맥 심장 질환의 위험 증가와 관련된 식품에 세금을 부과하는 것이다. 많은 연구에 따르면 식품 가격이 하락하면 개인은 더 뚱뚱해진다고 한다. 실제로 식습관은 영양 교육보다 가격 인상에 더 잘 반응할 수 있다. 추정에 따르면 가당 음료에 온스당 1센트의 세금이 부과되면 해당 음료의 소비가 25% 감소할 수 있다. 그러나 비만한 사람이 정상 체중인 사람보다 식품 가격 변화에 덜 민감하다는 증거도 있다.
비만세를 시행하려면 대상 식품 및 음료 제품을 지정해야 한다. 부주의하게 선택된 식품세는 놀랍고 잘못된 결과를 초래할 수 있기 때문에 이것은 주의해서 이루어져야 한다. 예를 들어, 소비 패턴은 포화 지방에 세금을 부과하면 소비자가 소금 섭취를 늘리도록 유도하여 심혈관 사망 위험이 더 커질 수 있음을 시사한다. 현재 제안은 과세 대상으로 설탕이 첨가된 음료를 자주 선택한다. 단면적, 전향적 및 실험적 연구에서 비만과 가당 음료 소비 사이의 연관성을 발견했다. 그러나 실험적 연구가 항상 연관성을 발견한 것은 아니며 효과의 크기는 매우 미미할 수 있다.
가난한 사람들은 소득의 더 많은 부분을 음식에 소비하기 때문에 비만세는 역진적일 수 있다. 주로 열량을 제공하고 다른 영양적 가치는 거의 없는 식품에 세금을 부과하면 이 문제가 줄어든다. 열량은 선진국의 식단에 있는 많은 소스에서 쉽게 구할 수 있기 때문이다. 가난한 사람들에게 비만세 부담을 덜기 위해 지지자들은 건강 식품과 건강 교육에 보조금을 지급하도록 세입을 배정할 것을 권장한다. 또한 지지자들은 비만세가 빈곤층의 의료비 지출과 대상 식품에 대한 지출을 낮추는 정도로 역진적이지 않다고 주장했다. 실제로 일반 인구보다 빈곤층에서 식습관 관련 질병 발생률이 더 높다.
식품이나 재료에 제한을 두는 것과 달리 비만세는 소비자의 선택을 제한하지 않고 상대적인 가격만 변경한다.